# Granat M84
M84 – amerykański granat hukowy. Granat ogłusza, nie zabijając przeciwnika. Detonacja daje efekt oślepiającego błysku i głośnego huku. 

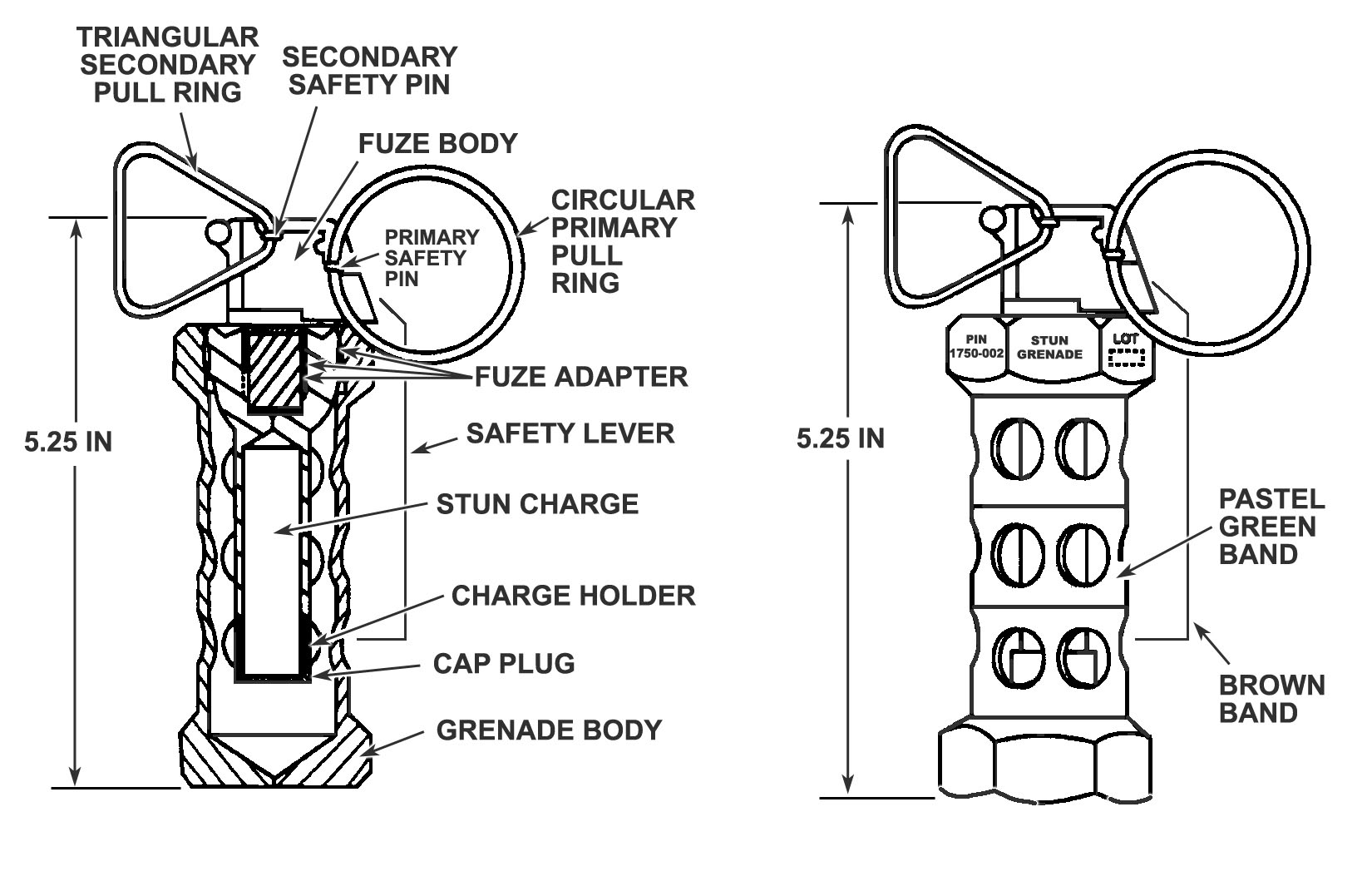
Budowa granatu